# 大沟街道
大沟街道，是中华人民共和国辽宁省沈阳市苏家屯区下辖的一个乡镇级行政单位。

## 行政区划
大沟街道下辖以下地区：
大范屯村、大沟村、蔡家屯村、杨城寨村、哈蚂塘村、莽公屯村、团山寺村、胡古家子村和沈双台子村。